# Taphrina bacteriosperma
Taphrina bacteriosperma  (лат.) — вид грибов рода тафрина (Taphrina) отдела аскомицеты (Ascomycota), паразит берёзы (Betula). Повреждает листья.

## Описание
Листья приобретают жёлтую или красновато-коричневыю окраску, иногда листовая пластинка разрастается, но не утолщается. Часто поражаются все на заражённом побеге.
Мицелий развивается под кутикулой, зимует в ветвях.
Сумчатый слой («гимений»)  восковидный, мучнистый, развивается чаще на верхней стороне листа.
Аски  размерами 33—80×14—20 мкм, широкоэллиптические, с округлой или тупой верхушкой и расширенным основанием, часто деформируются из-за сжатия с боков в плотном слое. Базальные клетки (см. в статье Тафрина) отсутствуют.
Аскоспоры быстро почкуются и обычно не обнаруживаются, бластоспоры узкоцилиндрические или палочковидные, размерами 3,5×1—2 мкм  или 1—1,8×0,5 мкм. 

## Распространение и хозяева
Типовой хозяин — берёза карликовая (Betula nana), в Скандинавии и на Кольском полуострове заражается также берёза пушистая (Betula pubescens).
Taphrina bacteriosperma встречается в Европе — в Фенноскандии, а также в Исландии, Гренландии и Северной Америке.

## Близкие виды
- Taphrina carnea вызывает сходные симптомы, но обычно при этом гипертрофируется ткань листовой пластинки и появляются мясистые утолщения; есть различия и в признаках асков. При развитии Taphrina carnea и Taphrina bacteriosperma на берёзе карликовой между этими видами грибов наблюдаются переходные формы.